# 매드콘
매드콘(Madcon 마드콘[*])은 노르웨이의 밴드이다.